# هنری فریرس (دهانه)
هنری فریرس یک دهانه برخوردی در ماه‌ است.